# Damian Wayne
Damian Wayne, noto anche come Damian al Ghul, è un personaggio immaginario dei fumetti creato da Grant Morrison esordito nel 2006 nell'arco narrativo Batman e figlio pubblicata sulla serie a fumetti Batman (vol. 1) n. 655 edito dalla DC Comics.
È il figlio di Bruce Wayne e Talia al Ghul. L'idea di un figlio tra Batman e Talia era già stata introdotta in Batman: Il figlio del demone (1987) da Mike W. Barr, storia messa appunto per questo fuori dalla continuity ma il cui contenuto venne recuperato da Morrison grazie alla creazione del personaggio, di modo da inserire la storia nella continuity ufficiale del personaggio.
Nel 2013, è stato inserito dal sito IGN all'ultimo posto nella classifica dei 25 eroi della DC Comics.

## Biografia

### Batman e figlio
Damian, figlio di Bruce Wayne e Talia al Ghul, è stato cresciuto nella Lega degli Assassini per diventare l'erede dell'impero costruito dal nonno nei secoli, esemplare genetico virtualmente perfetto venne istruito per raggiungere la perfezione fisica e mentale tanto apprezzata dal nonno in suo padre.
Cresciuto in un ambiente in cui il valore è tutto, il piccolo Damian è ossessionato dall'idea di provare costantemente a tutti il suo valore; quando Talia gli rivela il nome del padre e lo lascia in sua custodia sbalordendo lo stesso Bruce, il ragazzo tenterà di aiutare Batman nella lotta al crimine, ma verrà rimproverato dal padre in maniera pesante per aver provocato volontariamente la morte dei criminali da lui cacciati; arrabbiato Damian lotta contro Tim Drake poiché lo vede come un usurpatore del suo posto e, lasciatolo in fin di vita, si costruisce un costume da Robin prendendo parte di quello di Jason Todd e unendolo alla divisa della lega degli assassini presentandosi a suo padre come il suo unico degno erede.
Ovviamente Batman lo etichetterà come troppo violento e lo allontanerà riportandolo da sua madre, cosa che ferirà molto il bambino che in cuor suo voleva solo rendersi utile nel solo modo che conosceva.
Damian ha una grande ammirazione per il fratello acquisito Dick Grayson, che per lui è un fratello maggiore, un maestro di arti marziali e probabilmente più un padre di Bruce Wayne.

### Batman: La resurrezione di Ra's al Ghul
Per prepararsi all'imminente resurrezione del nonno, Damian verrà istruito dalla madre sulla vita di Ra's al Ghul; tuttavia mentre entrambi sono convinti che l'ordine sia stato dato solo per educare il bambino, in realtà serve solo da preparazione psicologica in quanto il corpo di Damian verrà usato come contenitore per l'anima di Ra's. Quando lo scoprono, Talia fa fuggire il figlio, il quale spaventato ed intimidito arriva alla Batcaverna implorando aiuto; tuttavia viene subito raggiunto dagli uomini della lega degli assassini e, pur ponendo una strenua resistenza assistito dai due fratelli adottivi Dick Grayson e Tim Drake nonché da Alfred, viene alla fine catturato e riportato al cospetto del nonno perché si possa svolgere la cerimonia di resurrezione.
Fortunatamente per lui, suo padre correrà in suo soccorso, strappandolo dalle grinfie di Ra's. Padre e figlio si riappacificano in qualche modo, ma Talia porterà nuovamente via Damian dopo averlo addormentato, in quanto non vuole subisca l'influenza del padre.

### DopoBatman: R.I.P.
Durante il complotto del guanto nero ordito al fine di uccidere Batman, il ragazzo, assieme alla madre, si recherà in soccorso di Jim Gordon e degli assistenti del padre, i quali stanno cercando di tenere a bada gli uomini del dottor Hurt che stanno assalendo Gotham.
Dopo Battaglia per il Mantello è diventato il nuovo Robin. È in questo periodo che, finalmente risolvendo l'eterno scontro di lealtà tra la madre ed il padre, decide di unirsi a Dick Grayson, il nuovo Batman, ribellandosi ai metodi della Lega degli Assassini. Per questo motivo Talia lo disconoscerà come figlio, procurandogli un forte dolore.
Accettando di non essere più benvoluto dalla sua stessa madre, ma promettendole di essere "un avversario leale", Damian ritornerà al fianco di Dick Grayson, rimanendovi anche dopo il ritorno di Bruce Wayne, ora impegnato con la nuova iniziativa Batman Inc. a portare giustizia non solo a Gotham, lasciata nelle mani di Dick e Damian, ma nel mondo.

### New 52eRobin Rises
Dopo il riavvio della continuity DC, Damian resta nel ruolo di Robin per vari numeri, finché non viene ucciso in Batman Inc n. 8, per mano di un suo clone creato dalla madre; anche lei troverà poi la morte in seguito. A questo punto Batman, distrutto dal dolore, prima tenta di affrontare la tragedia buttandosi nella sua vita di vigilante, poi cerca di resuscitarlo in ogni modo che gli viene in mente (compreso torturare Frankenstein per scoprire il segreto della sua forza vitale) e, infine, quando riesce finalmente ad accettare di averlo perso, il suo corpo viene portato via. Ra's al Ghul vuole resuscitare il nipote e la figlia e, a questo scopo, intraprende una serie di azioni che porteranno Batman a collaborare con Aquaman (Ra's fa estrarre una sostanza dal ventre delle balene, e il re dei mari si infuria), Wonder Woman (grazie alla sua conoscenza millenaria e alla lunga vita, la Testa del Demone ha trovato la posizione di Themiscyra e pensa di ottenere la rinascita dei due corpi) e Frankenstein (ancora furioso per la tortura subita); al culmine dello scontro in Himalaya, emissari di Darkseid rubano i due cadaveri perché uno di essi contiene qualcosa che Kalibak intende dare a suo padre. A questo punto, Batman è costretto a depistare la Justice League con l'aiuto di Dick Grayson (non più Nightwing dopo essere stato smascherato durante gli eventi di Forever Evil) parte per Apokolips indossando l'armatura Hellbat ("pipistrello infernale"); si tratta di una corazza costruita con l'aiuto di alcuni dei suoi colleghi della Lega (Superman, Wonder Woman, Cyborg ed altri) per resistere contro l'ambiente ostile di Apokolips e gli sgherri di Darkseid; con una piccola assistenza di Lex Luthor (ora membro della Justice League) Bruce fa funzionare la motherbox, il congegno che permette a Darkseid di viaggiare per lunghe distanze istantaneamente, e cerca il corpo di suo figlio; nonostante abbiano ricevuto l'ordine tassativo di restare indietro, Red Hood, Batgirl e Red Robin riescono a imbrogliare Cyborg momentaneamente per hackerare i suoi sistemi e controllare la motherbox rimasta indietro, ma Cyborg si riattiva prima del previsto e tutti e quattro restano su Apokolips. Alla fine, superati ostacoli come Godfrey, Kalibak e lo stesso Darkseid, la bat-famiglia e Cyborg riportano indietro il corpo con la gemma che conteneva, la quale sta uccidendo Bruce; intuendo che l'oggetto inverte la vitalità di un corpo, Bruce la usa per resuscitare Damian, che ora è diventato un metaumano con poteri come superforza, superresistenza, volo e raggi ottici. In seguito, Batman lo porterà con sé a fianco della Justice League per insegnargli a dominare le sue nuove capacità. Poco dopo, tuttavia, questo coinvolgimento di Damian nella Justice League si rivelerà un espediente meschino per fargli perdere i poteri. Temendo di non poter più controllare il figlio, difatti, Batman inscena un finto combattimento contro un mech gigante su di un'isola deserta. Il mech, pilotato da Cyborg, viene affrontato da Batman, Superman, Wonder Woman, Shazam e lo stesso Damian, che durante lo scontro viene spronato ad usare i propri poteri al massimo, senza limitazioni. Questo gli farà esaurire i poteri, e il giorno dopo suo padre ammetterà di essere contento di questa perdita, ritenendo i suoi poteri pericolosi e dicendo a Damian che, dopotutto, non ne ha bisogno.
Nell'intervallo di tempo tra la morte di Damian al viaggio di Bruce su Akopolips, la testata Batman & Robin cambia nome più volte pur tenendo la numerazione originale; questo perché il Cavaliere Oscuro è affiancato da personaggi tra i più diversi: Catwoman, Due Facce, Wonder Woman, Batgirl, Frankenstein, Aquaman e lo stesso Ra's al Ghul. In futuro avrà una relazione con Mar'i Grayson, la figlia di Dick Grayson e Koriand'r (Starfire).

## Poteri e abilità
In quanto figlio di Batman e nipote di Ra's al Ghul la sua mente e il suo corpo sono geneticamente perfetti. Inoltre è stato addestrato fin dalla nascita per essere una macchina da guerra umana; è, perciò, un eccellente esperto di arti marziali, chimica, scherma, strategia ed escapologia. Fin da bambino venne addestrato contro i migliori ninja della Setta degli Assassini di Ra's al Ghul. Fu addestrato nell'utilizzo di armi bianche e da fuoco, addestrato come musicista, pittore, scienziato, stratega, cecchino, cacciatore, pilota e assassino. Damian è inoltre un abile osservatore e imitatore vocale, nonché un esperto di travestimento. Le sue doti psicofisiche sono in continuo miglioramento e, teoricamente, da adulto dovrebbe diventare come suo padre. Come per tutti gli altri membri della Batman Family, la sua agilità, velocità e riflessi gli permettono di schivare proiettili multipli e attacchi laser. In Batman & Robin #10, Damian dimostra la sua enorme bravura nel combattimento corpo a corpo nel battere Jason Todd, il secondo Robin. Si è dimostrato particolarmente portato per l'ingegneria meccanica e nel manipolare le persone. Damian è più abile nelle arti marziali del terzo Robin, Tim Drake, e come lui predilige il taekwondo nel quale è persino superiore al suo maestro, il primo Robin, Dick Grayson.
Damian è il primo Robin che fa frequente uso di armi (Jason ne farà utilizzo solamente anni dopo e sotto l'identità di Red Hood) sebbene, dopo esserlo diventato, ufficialmente smetta per ordine di Alfred Pennyworth e Dick, sotto il quale verrà addestrato ad allenamenti estremi in varie arti marziali. La sua intelligenza inoltre è tale da imparare a guidare un veicolo solo osservandolo una volta. Durante Batman R.I.P. si scopre che è dotato del dono (o maledizione) della premonizione, dove, dopo aver sognato un terzo finto Batman dice tutto al padre, che però non crede a queste cose e lascia perdere. Ma dovrà ricredersi, per il fatto che giungerà realmente un terzo finto Batman. Inoltre, dopo essere stato resuscitato Damian, otterrà varie abilità come il volo, super forza, super resistenza e raggi ottici. In seguito andrà alla sede della JL per imparare ad utilizzare le sue nuove abilità. Ciò si rivela tuttavia un trucco per far perdere i poteri allo stesso Damian. Temendo di non poter controllare suo figlio, infatti, Batman organizza insieme alla Justice League un finto combattimento contro un robot di dimensioni colossali pilotato da Victor Stone. Durante lo scontro Batman sprona suo figlio ad utilizzare al massimo i propri poteri, sconfiggendo così il robot. Tuttavia, il giorno successivo Damian si rende conto di aver perso i propri poteri e, nel momento in cui si confronta con lui, Bruce gli dice che, dopotutto, non aveva bisogno dei poteri.

## Altre versioni
- Batman n. 666 (2007) è incentrato su un futuro possibile in cui Damian ha ereditato dal padre il manto di Batman; diventando un cavaliere oscuro spietato e violento che non si fa scrupoli ad usare armi ed è perfino arrivato a cedere l'anima al diavolo in cambio dell'immortalità necessaria per difendere Gotham per sempre.
- Nel 49º episodio della seconda stagione di Batman: The Brave and the Bold, Alfred scrive un libro in cui immagina che Bruce e Catwoman abbiano un figlio, appunto Damian. Bruce lo alleva per farlo diventare il Batman del domani, quindi lo porta a vedere un museo del Cavaliere Oscuro. Qui vengono attaccati dal figlio del Joker, che uccide Bruce e Selina. Solo allora Damian è davvero convinto di seguire le orme paterne, scegliendo di diventare prima il Robin di Dick Grayson (Batman II), e poi Batman III. In un fumetto basato sulla serie TV, inoltre, Talia al Ghul immagina in due vignette la possibile vita che Batman e Wonder Woman potrebbero vivere se si sposassero, e in entrambe viene mostrato un ragazzino vestito da Robin chiamato sia dal padre che dalla madre Damian inseguire il fratello, qui chiamato Batman Jr.
- In Kingdom Come (1996) ed in The Kingdom, il figlio di Batman e Talia si chiama "Ibn al Xu'ffasch", letteralmente "Figlio del Pipistrello"; alleato di Lex Luthor, si innamora di Nightstar, figlia di Dick Grayson e Starfire.
- Nell'annual Tales of Dead Earth, il figlio di Bruce e Talia si chiama Talon.
- Nell'Elseworld The Brotherhood of the Bat e nel suo seguito The League of Batmen, Tallan combatte al fianco del nonno Ra's al Ghul.
- Nell'universo parallelo del videogioco Injustice: Gods Among Us Damian si unisce al regime di Superman rinnegando il padre in quanto capo della ribellione e dopo aver ucciso Dick Grayson prenderà il suo posto come Nightwing.
- Damian Wayne appare come personaggio giocabile in Injustice 2.

## Altri media

Damian Wayne nei panni di Robin nel film animato Son of Batman.

- Damian Wayne appare nelle serie animate Batman: The Brave and the Bold, Young Justice, Teen Titans Go!, Batman Unlimited e DC Super Hero Girls.
- Damian Wayne appare nei film d'animazione del DC Animated Movie Universe Son of Batman (2014), Batman vs. Robin (2015), Batman: Bad Blood (2016), Justice League vs. Teen Titans (2016), Teen Titans: The Judas Contract (2017), The Death of Superman (2018) e Justice League Dark: Apokolips War (2020). In questo universo il personaggio è raffigurato fedelmente alla versione cartacea e inoltre sviluppa, con il tempo, una relazione romantica con il membro dei Teen Titans, dei quali anche lui entra a far parte, Raven, con cui condivide l'esistenza fatta sul bisogno continuo di scegliere tra il bene e il male poiché entrambi sono, a modo loro, eroi ma anche in parte discendenti di individui malvagi e dal grande potere che in ogni momento cercano di portarli dalla loro parte.
- Damian Wayne appare negli altri film d'animazione Batman Unlimited: Fuga da Arkham (2016) e Batman Ninja (2018).
- Damian Wayne è uno dei protagonisti del film d'animazione crossover Batman vs. Teenage Mutant Ninja Turtles (2019).
- Damian Wayne è uno dei due protagonisti del film d'animazione Batman and Superman: Battle of the Super Sons (2022), assieme a Jon Kent.
- Un piccolo Damian Wayne (alias Batman) è apparso come protagonista nel film d'animazione dal genere azione e natalizio, intitolato Un piccolo Batman per un grande Bat-Natale (2023).